# Autopay
Autopay SA (wcześniej Blue Media SA) – polski fintech dostarczający usługi i rozwiązania dla sektora finansowego, telekomunikacyjnego i e-commerce, założony w 1999 roku. Oferuje rozwiązania do opłacania rachunków, doładowania telefonów, wykonania ekspresowego przelewu, zakupów przez internet czy płatności za autostrady. Siedziba spółki mieści się w Domu Zdrojowym w Sopocie.

## Historia
Spółka została założona w 1999 roku. Działalność skoncentrowana jest na sektorze finansowym. Autopay dostarcza rozwiązania w obszarze bankowości elektronicznej dla banków (serwisy internetowe, usługi płatnicze, rozwiązania niebankowe, np. doładowania telefonów komórkowych przez internet), produkty dla klientów instytucjonalnych (obsługa faktur elektronicznych i handlu internetowego) oraz możliwość dokonania automatycznych płatności za autostrady czy parkingi.
Firma, jako jedna z pierwszych w Polsce wprowadziła wiele rozwiązań z pogranicza finansów i technologii, takich jak doładowania telefonów komórkowych online, finanse społecznościowe (portal Kokos.pl, zamknięty w roku 2019). W 2012 roku stworzyła pierwszy w Polsce system przelewów natychmiastowych BlueCash. W 2019 roku spółka udostępniła aplikację Autopay służącą do automatycznych płatności za przejazdy autostradami, z której korzysta ponad 2 mln osób.
W 2023 roku firma udostępniła użytkownikom aplikacji Autopay e-winiety, które umożliwiają podróżowanie autostradami do Słowacji, Czech, Węgier i Słowenii.
Autopay w oparciu o zgodę Narodowego Banku Polskiego prowadzi działalność rozliczeniową i rozrachunkową. Jest licencjonowaną przez KNF krajową instytucją płatniczą oraz członkiem Forum Technologii Bankowych przy Związku Banków Polskich.

## Inicjatywy firmy
W 2013 roku firma jako jedna z pierwszych w Polsce, w ramach programu „Złotówka za kilometr” zaczęła nagradzać pracowników za dojazdy do pracy rowerem, wypłacając im premie za każdy kilometr przejechany na rowerze na trasie z domu do pracy i z pracy do domu.
Autopay jest jednym z członków 30% Club Poland, której celem jest zwiększenie reprezentacji kobiet w zarządach i radach nadzorczych największych polskich firm.
Autopay był wydawcą książek o prognozowaniu przyszłości: „Far Future: Historia jutra” Natalii Hatalskiej oraz „New Normal”, „VUCA Times”, „Legacy” i „Prototyping 2040. The FutureS Thinking Book” autorstwa Zuzanny Skalskiej oraz Rafała Kołodzieja. Książka „Prototyping 2040. The FutureS Thinking Book” w 2023 roku otrzymała prestiżową nagrodę IF Product Design Award w Berlinie.

## Rebranding
W sierpniu 2023 roku sopocka spółka Blue Media SA zmieniła nazwę na Autopay SA. Parasolowa marka obejmuje kilka spółek: Autopay SA, Autopay Mobility oraz niemiecką Autopay GmbH.